# Aeroportul Tuktoyaktuk/James Gruben
Aeroportul Tuktoyaktuk/James Gruben (IATA: YUB, ICAO: CYUB) este un aeroport din Tuktoyaktuk, Teritoriile de Nord-Vest, Canada ce deservește zona Tuktoyaktuk.
Situat la o altitudine de 4 m, aeroportul dispune de 1 pistă.

## Infrastructură

### Piste
Aeroportul dispune de o singură pistă. Pista 10/28 are suprafața de sol și dimensiunile 1.524 m × 37 m. 